# Puyang
För andra betydelser, se Puyang (olika betydelser).
Puyang är en stad på prefekturnivå i nordöstra Henan i centrala Kina, vid Gula flodens strand. Den ligger omkring 180 kilometer nordost  om provinshuvudstaden Zhengzhou.
Staden har 3 598 000 invånare (2010). 99,7 procent av befolkningen i Puyang tillhör den hankinesiska majoritetsbefolkningen.

## Administrativ indelning
Större delen av orten tillhörde tidigare Hebei-provinsen.
Puyang är idag indelad i ett stadsdistrikt och fem härad:
- Stadsdistriktet Hualong (华龙区)
- Häradet Puyang (濮阳县)
- Häradet Qingfeng (清丰县)
- Häradet Nanle (南乐县)
- Häradet Fan (范县)
- Häradet Taiqian (台前县)

## Klimat
Genomsnittlig årsnederbörd är 623 millimeter. Den regnigaste månaden är juli, med i genomsnitt 194 mm nederbörd, och den torraste är januari, med 3 mm nederbörd.